# 賴利
賴利（英語：Riley）是一个美國城市，位於堪萨斯州賴利县。根據2010年人口普查，該城市人口為939人。

## 地理
賴利是位于39°17′53″N 96°49′38″W / 39.29806°N 96.82722°W (39.298179,-96.827097)。根据美国人口普查局，该城市的总面积為0.48平方英里（1.24平方）。